# Det ringer till vila och veckan går ut
Det ringer till vila och veckan går ut / orig. Bön när det ringer Heligsmål, är en helgsmålspsalm, den s.k. "Järvsöpsalmen". Text av ärkebiskop Johan Olof Wallin från 21 juli 1838, skriven till biskopsvisitation i samband med invigning av den nya kyrkan i Järvsö.

## Bakgrund
Lördagen den 21 juli år 1838, på aftonen, anlände ärkebiskop Johan Olof Wallin till Järvsö för att inviga kyrkan på Kyrkön i Ljusnan. I det mäktiga kyrktornet hängde nu de tre klockor, som tidigare suttit i den gamla trästapeln. I samma ögonblick som ärkebiskopen steg i båten, vilken skulle föra honom till Kyrkön, började klockorna ringa helgsmål. Denna klockklang följde Wallin ända in i prostgårdens gästflygel, där han betagen av naturens skönhet inspirerades till de verser, vilka är vår nuvarande psalmboks enda helgsmålspsalm. I ett brev till sin hustru berättar han om sin upplevelse: "...det vackraste var att under ena fenstret hafva den ståtliga Ljusnaelfven med hela landskapet på andra stranden midt emot, och strax utanför det 2:dra fenstret den ännu ståtligare Kyrkan, hvars like ej finnes i hela Stiftet, utom Upsala Domkyrka". Wallin lämnade som gåva till Järvsö församling manuskriptet till sin "Bön när det ringer Heligsmål". Det bevaras alltjämt inom glas och ram i kyrkans sakristia. I 1986 års psalmbok finns psalmen som nr 512.
Detta är den enda text av Wallin i dagens psalmbok som inte fanns med i 1819 års psalmbok. I 1937 års psalmbok finns inte andra versen med.
Melodin av Ivar Widéen är från 1916 (h-moll 6/4-dels takt).

## Publicerad i
- Nya psalmer 1921 som nr 652 med åtta verser, under rubriken "Tidens skiften: Morgon och aftonpsalmer: Vid helgmålsringningen".
- 1937 års psalmbok som nr 453  under rubriken "Vid helgsmålsringningen".
- 1986 års psalmbok som nr 512 under rubriken "Helgsmål".
- Psalmer och Sånger 1987 som nr 437 under rubriken "Kyrkan och nådemedlen - Helg och gudstjänst".[1]